# Michał Wojnicz
Michał Wojnicz herbu Habdank, pseudonim „Wilfryd”, znany też jako Wilfrid Michael Voynich (ur. 31 października 1865 w Telszach, zm. 19 marca 1930 w Nowym Jorku) – polski chemik, farmaceuta, rewolucjonista, członek I Proletariatu; od 1890 na emigracji, bibliofil, antykwariusz; odkrywca nazwanego jego nazwiskiem, tzw. „manuskryptu Wojnicza”.

## Życiorys

### Młodość i okres studiów

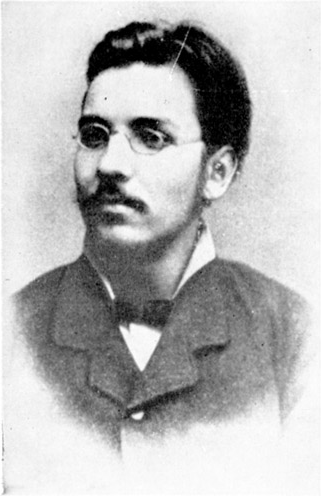
Michał Wojnicz około 1885 roku

Urodził się w rodzinie radcy tytularnego Leonarda Wojnicza herbu Abdank i telszańskiej mieszczanki Emilii Wojciulewicz. Jego dziadkami od strony ojca byli Antoni Wojnicz i Petronela, a od strony matki Józef Wojciulewicz i Joanna Miller. Ochrzczony został w katedrze św. Antoniego Padewskiego w Telszach. Gimnazjum ukończył w Suwałkach. Studiował na Uniwersytecie Moskiewskim, gdzie zdobył dyplom farmaceutyczny. W czasie studiów poznał proletariatczyka Ludwika Janowicza i przystąpił do działalności rewolucyjnej. Został członkiem założonej przez Ludwika Waryńskiego Międzynarodowej Socjalno-Rewolucyjnej Partii Proletariat. Występował pod pseudonimem „Wilfryd”.

### Życie w Warszawie, X Pawilon i aresztowanie
Jesienią 1884 roku przyjechał do Warszawy i zaczął pracę w aptece jako prowizor. Zatrzymał się w mieszkaniu Józefa Razumiejczyka. Od czerwca 1885 roku zajął się powierzonym mu przez działającą na wolności grupę partii pod kierownictwem Marii Bohuszewiczówny planem wydobycia z X Pawilonu Cytadeli aresztowanych 28 czerwca 1884 działaczy Proletariatu Piotra Bardowskiego, Stanisława Kunickiego, Ludwika Janowicza, Ossowskiego i Pietrusińskiego. Wojnicz zdobył angielskie pilniki stalowe, które precyzyjnie przecinały nawet grubą kratę. Następnie zorganizował ich przemyt do X Pawilonu, gdzie trafiły w ręce sposobiących się do ucieczki więźniów. Poważnym osiągnięciem Wojnicza było załatwienie sobie stałego niemal wstępu na teren cytadeli. Wojnicz pochodził z tych samych stron co Janowiczowie i znał całą ich rodzinę. W Warszawie przebywał zaś wtedy brat Ludwika Janowicza, Antoni, dymisjonowany oficer armii carskiej, z którym Wojnicz pozostawał w kontaktach towarzyskich. Ten z kolei znał dobrze komendanta X Pawilonu, podporucznika Fursę, jako że razem kończyli szkołę wojskową. Obaj nadal przyjaźnili się i wspólnie uczestniczyli w wieczorach karcianych i hulankach oficerów garnizonu warszawskiego. Za pośrednictwem Antoniego Janowicza Wojnicz poznał Fursę i często bywał na spotkaniach towarzyskich w mieszkaniu Fursy na Cytadeli, położonym w pobliżu X Pawilonu. Stanowić to miało istotny element powodzenia ucieczki proletariatczyków, wyznaczonej na połowę sierpnia. Plan akcji zakładał bowiem, że zagrożeni wyrokami śmierci więźniowie wieczorem przepiłują kraty okienne w swoich celach i wydostaną się na dziedziniec obok X Pawilonu, gdzie wymknąwszy się ze spotkania u podporucznika Fursy oczekiwać będzie Wojnicz, który miał doprowadzić ich skrycie pod mur forteczny. Tam natomiast, po zewnętrznej stronie obwarowań miała czuwać specjalna grupa członków partii, uzbrojona w rewolwery i wyposażona w drabinę linową. Mieli oni na umówiony sygnał przerzucić drabinę przez mur i w ten sposób uciekinierzy wyszliby z Cytadeli. Dalej plan przewidywał natychmiastowe umieszczenie ich w uprzednio przygotowanym lokalu konspiracyjnym, a potem wysłanie za granicę. Cały ten ryzykowny, ale możliwy do wykonania zamiar pokrzyżowała jednak działalność tajnego agenta żandarmerii Piotra Pińskiego. Udało mu się nie tylko dostać w szeregi partii, ale także pozyskać zaufanie KC. Stąd też został poinformowany o projekcie ucieczki i nawet uczestniczył w jej organizacji. 13 sierpnia wieczorem doniósł o wszystkim podpułkownikowi Biełanowskiemu, który zaraz podjął środki zapobiegawcze. Wtedy uwięzieni proletariatczycy domyślili się, że żandarmeria wykryła przedsięwzięcie, i wobec braku szans jego przeprowadzenia dali znać towarzyszom na wolności, aby ci zaprzestali dalszych przygotowań. Ostatecznie operacja się nie udała i 28 stycznia 1886 roku skazanych powieszono. Michał Wojnicz aresztowany został 10 października 1885 roku i skazany w roku następnym na 18 miesięcy więzienia. Wojnicz ze współpracownikami trafił do X Pawilonu Cytadeli Warszawskiej. Tam, wyglądając przez więzienne okienko pewnego zimnego marcowego ranka, zobaczył przechadzającą się wzdłuż Wisły Ethel Lilian Boole, która w drodze do Rosji, zatrzymała się na krótko w Warszawie. Po odbyciu kary zesłano go do Tunki (Syberia, gubernia irkucka). Podczas pobytu w Tunce poznał i zaprzyjaźnił się z Józefem Piłsudskim, wskutek czego w latach 1905–1907 opiekował się tajnymi aktami Polskiej Partii Socjalistycznej, dokumentującymi kontakty kierownictwa partii z przedstawicielami japońskiego Sztabu Generalnego i Ministerstwa Spraw Zagranicznych, obrazujące technikę kontaktu wywiadu japońskiego angażującego organizację rewolucyjną w walce przeciwko Rosji.

### Ucieczka z Syberii i podróż do Anglii

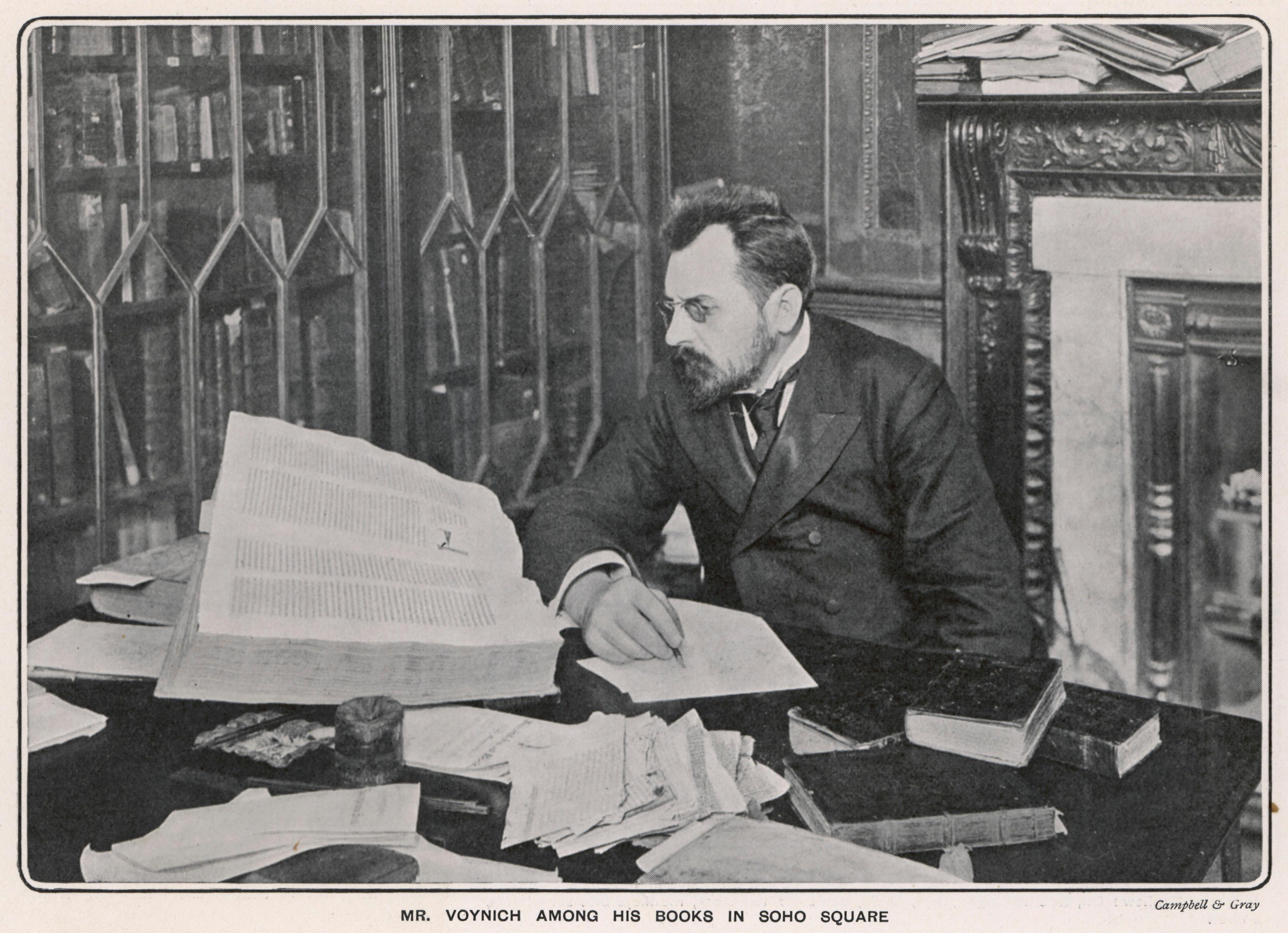
Michał Wojnicz wśród książek w swoim antykwariacie na Soho Square

W czerwcu 1890 roku uciekł z Syberii i mając za cały majątek okulary i kamizelkę sprzedał je w Hamburgu, by kupić bilet trzeciej klasy na mały stateczek, wożący do Anglii owoce i warzywa. Dotarł do Londynu w październiku 1890 roku bez grosza przy duszy. Miał ze sobą karteczkę z adresem Siergieja Krawczyńskiego pseudonim Stiepniak, którą dostał od niejakich Karaułowów z Irkucka. Błąkał się tak po Commercial Street, dopóki nie spotkał rosyjskiego Żyda, który zaprowadził go do mieszkania Stiepniaka. Tam właśnie, jak przekazuje Antoni Zambrowski, zastał blondynkę, która wydała mu się dziwnie znajoma - zagadał ją, ona zaprzeczała, on się upierał. Zapytał w końcu: "Czy była pani kiedyś w Warszawie?." "Tak, przejazdem do Rosji" - odparła. "I chodziła pani brzegiem Wisły pod Cytadelą?" "Skąd pan wie?" "A, bo ja panią widziałem przez okno celi!". Była to Ethel Lilian Boole, córka znanego angielskiego matematyka George’a Boole’a, w 1893 roku wzięli ślub. Ethel Lilian Voynich została później znaną pisarką o lewicowych poglądach, autorką bestsellera Szerszeń. Małżeństwo stało się najbliższymi współpracownikami Stiepniaka. Michał, pod pseudonimem Iwan Kleczewski, wydawał rosyjskie tłumaczenia pism Marxa i Engelsa, które przerzucano na wschód. Ethel przekładała klasykę rosyjską i rewolucyjne manifesty. Dla obojga Wojniczów największym ciosem była śmierć Stiepniaka. Stiepniak, człowiek, który walczył z Turkami na Bałkanach, organizował powstanie włoskie w Benewencie i wreszcie zasztyletował szefa Trzeciego Oddziału Kancelarii Jego Cesarskiej Mości (późniejszej ochrany), zginął w banalnym wypadku. Zaczytany w książce, wszedł na tory pod pociąg w okolicach Bedford Park 23 grudnia 1895 roku. Po tym wydarzeniu Wojniczowie wycofali się z działalności rewolucyjnej. Michał, próbując znaleźć sobie nowe miejsce w życiu i kierując się sugestiami Richarda Garnetta - kuratora w Muzeum Brytyjskim, został antykwariuszem. W 1898 roku założył antykwariat na Soho Square, wydawał luksusowe katalogi, a przede wszystkim oferował setki bezcennych inkunabułów i rzadkich rękopisów, które uprzednio musiał kupić za astronomiczne sumy. Istnieje zatem podejrzenie, że był to sposób na pranie rewolucyjnych pieniędzy. W 1902 roku we Włoszech odnalazł Biblię Niccolò Malèrmi z 1490 roku. 25 kwietnia 1904 roku poprzez naturalizację zyskał obywatelstwo brytyjskie i przyjął imię Wilfrid Michael Voynich.

### Przeprowadzka do Stanów Zjednoczonych
Tuż przed wybuchem I wojny światowej, szukając lepszych rynków zbytu, przeniósł się z sekretarką Anne Nill do Nowego Jorku. Żona przyjechała dopiero 6 lat później. W 1914 roku otworzył tam drugi antykwariat. W 1917 przeniósł swój londyński antykwariat na ulicę Picadilly 175. Zmarł na raka płuc 19 marca 1930 roku. Ethel przeżyła go o trzydzieści lat. Zmarła zostawiwszy cały majątek, w tym słynny manuskrypt kupiony ponoć we Włoszech w 1912 roku, wspomnianej pani Nill, z którą przez cały ten czas mieszkała w tym samym domu.
Nazwisko Wojnicza łączy się nierozerwalnie z manuskryptem Wojnicza, który został przez niego po raz pierwszy zaprezentowany publicznie w 1915 roku w Art Institute of Chicago.